# Mulaku-Atoll
Das Mulaku-Atoll, auch Mulak-Atoll, ist ein Atoll der östlichen Inselkette der Malediven in der Lakkadivensee. Es ist deckungsgleich mit dem Gebiet des maledivischen Verwaltungsatolls Meemu.

## Geographie

### Allgemein
Das Atoll liegt etwa 15 km südlich des Felidhu-Atolls und rund 40 km östlich des Süd-Nilandhe-Atolls.
Mulaku ist 47 km lang (Nord-Süd) und bis zu 31 km breit (Ost-West). Es besteht aus 38 Inseln, wovon aber nur acht dauerhaft bewohnt sind. Die Hauptinsel Muli liegt auf dem östlichen Riffkranz des Atolls.

### Inseln
| Inselname             | Aliasname     | Koordinaten           | Fläche Hektar | Einwohner 2006 |
| --------------------- | ------------- | --------------------- | ------------- | -------------- |
| Mulah                 | Boli Mulah    | 02° 57′ N, 073° 35′ O | 66,9          | 1.129          |
| Dhiggaru              |               | 03° 07′ N, 073° 34′ O | 10,0          | 909            |
| Kolhufushi            |               | 02° 47′ N, 073° 25′ O | 88,6          | 811            |
| Madifushi             |               | 03° 05′ N, 073° 38′ O | 11,6          | –              |
| Maduvvari             | Maduvvaree    | 03° 06′ N, 073° 34′ O | 8,2           | 408            |
| Muli                  |               | 02° 55′ N, 073° 35′ O | 36,4          | 746            |
| Naalaafushi           |               | 02° 54′ N, 073° 35′ O | 9,8           | 321            |
| Raiymandhoo           | Raimmandhoo   | 03° 05′ N, 073° 38′ O | 27,8          | 156            |
| Veyvah                | Vevaru        | 02° 57′ N, 073° 36′ O | 40,5          | 174            |
| Boahuraa              |               | 02° 56′ N, 073° 35′ O | 2,1           | –              |
| Dhekunuboduveli       |               | 02° 50′ N, 073° 27′ O | 6,2           | –              |
| Dhihthundi            |               | 02° 46′ N, 073° 25′ O | 10,5          | –              |
| Erruhhuraa            |               | 03° 04′ N, 073° 39′ O | 1,1           | –              |
| Fenfuraaveli          |               | 02° 48′ N, 073° 26′ O | …             | –              |
| Gaahuraa              |               | 03° 09′ N, 073° 31′ O | …             | –              |
| Gasveli               |               | 02° 50′ N, 073° 28′ O | …             | –              |
| Gongalihuraa          | Gongaleehuraa | 02° 51′ N, 073° 33′ O | …             | –              |
| Hakuraahuraa          | Hakura Huraa  | 02° 51′ N, 073° 32′ O | …             | –              |
| Hurasveli             | Uthurugasveli | 03° 01′ N, 073° 37′ O | …             | –              |
| Kakaahuraa            |               | 02° 51′ N, 073° 32′ O | …             | –              |
| Kekuraalhuveli        |               | 02° 50′ N, 073° 28′ O | …             | –              |
| Kuradhigandu          |               | 02° 46′ N, 073° 22′ O | …             | –              |
| Gaakurali             |               | 02° 47′ N, 073° 22′ O | …             | –              |
| Kudausfushi           | Mahufuri      | 02° 49′ N, 073° 27′ O | …             | –              |
| Maahuraa              |               | 02° 48′ N, 073° 26′ O | …             | –              |
| Maalhaveli            |               | 02° 54′ N, 073° 35′ O | 1,2           | –              |
| Maausfushi            |               | 02° 48′ N, 073° 26′ O | …             | –              |
| Medhufushi            | Mafuri        | 02° 53′ N, 073° 35′ O | …             | –              |
| Raabandhihuraa        |               | 03° 06′ N, 073° 23′ O | …             | –              |
| Seedheehuraa          |               | 02° 52′ N, 073° 33′ O | …             | –              |
| Seedheehuraaveligandu |               | 02° 51′ N, 073° 33′ O | …             | –              |
| Thuvaru               |               | 02° 54′ N, 073° 23′ O | …             | –              |
| Uthuruboduveli        |               | 03° 02′ N, 073° 37′ O | 4,3           | –              |
| Uthurugaseveli        |               | 03° 02′ N, 073° 37′ O | 1,5           | –              |